# Andrea Finocchiaro Aprile
Andrea Finocchiaro Aprile (Lercara Friddi, 26 de juny de 1878 – Palerm, 15 de gener de 1964) fou un polític sicilià, fill de Camillo Finocchiaro Aprile, polític liberal i ministre de gràcia i justícia amb el govern d'Alessandro Fortis. Començà la seva carrera el 1913 com a diputat del Partit Liberal Italià, i el 1920 fou nomenat sotsecretari de guerra amb Francesco Saverio Nitti, i després de l'arribada al govern de Benito Mussolini, va participar en la normalització de suport popular al seu règim feixista incipient.
La seva figura en aquest primer període és controvertida, primer liberal i després feixista. Segons alguns es van oposar a l'Estat feixista, mentre que segons altres el va secundar, i fins i tot va intentar un paper polític important, parlant directament amb Mussolini per obtenir un nomenament com a senador. Però, probablement, l'episodi més fosc de la seva carrera va ser quan, en els anys 30, va denunciar, en un intent d'assignar-se el càrrec de director del Banc de Sicília, l'aleshores director Giuseppe dell'Oro perquè era jueu. La denuncia no es va produir, però Finocchiaro Aprile es va veure obligat a retirar-se de la vida política fins a la caiguda del feixisme.
Va tornar a la política després de la invasió aliada de Sicília el 1943, participant en la fundació del Moviment Independentista Sicilià i més tard col·laborant amb l'EVIS. També va mantenir estrets contactes amb el servei secret britànic i nord-americà, suposadament per buscar el suport d'aquestes nacions en el procés d'independència. El 1944 va escapar a un intent d'assassinat durant una manifestació organitzada pel MIS a Regalbuto (EN), però en el mateix any va ser arrestat per ordre del govern Parri. El MIS va arribar a tenir a la fi de 1944 gairebé mig milió d'afiliats. El 1945 va ser alliberat, però fou arrestat novament l'octubre amb el seu mà dreta Antonio Varvaro i confinats a Ponza, on hi van romandre fins a l'abril de 1946.
A les eleccions legislatives italianes de 1946 fou escollit a la Cambra dels Diputats dins les llistes del Moviment Independentista Sicilià. El 1948 va rebutjar el càrrec de senador de dret i es presentà a les eleccions legislatives italianes de 1948, però no fou elegit, de manera que el MIS va perdre la seva representació parlamentària. Finalment, fou elegit membre de dret de l'Alta Cort per a la Regió Siciliana.
Després del fracàs electoral del MIS es va retirar de la política activa. A les eleccions legislatives italianes de 1953 va tornar fugaçment com a cap de llista de l'Aliança Democràtica Nacional, promoguda pel Partit Comunista Italià, però no fou escollit.